# Zāvīyeh Ḩamūdī
Zāvīyeh Ḩamūdī (persiska: زاویه حمودی) är en ort i Iran.   Den ligger i provinsen Khuzestan, i den västra delen av landet, 500 km sydväst om huvudstaden Teheran. Zāvīyeh Ḩamūdī ligger 95 meter över havet och antalet invånare är 523.
Terrängen runt Zāvīyeh Ḩamūdī är mycket platt, och sluttar söderut. Runt Zāvīyeh Ḩamūdī är det ganska tätbefolkat, med 100 invånare per kvadratkilometer. Närmaste större samhälle är Andimeshk, 18,6 km norr om Zāvīyeh Ḩamūdī. Trakten runt Zāvīyeh Ḩamūdī består till största delen av jordbruksmark.